# 서울상경초등학교
서울상경초등학교는 대한민국 서울특별시 노원구 상계동에 있는 공립 초등학교이다.

## 학교 연혁
- 1989년 5월 4일 서울상경국민학교 개교
- 1995년 2월 14일 학교 급식실 개관
- 1996년 3월 1일 현재 교명으로 개칭
- 2006년 5월 4일 병설유치원 개원식
- 2010년 12월 26일 인조잔디 운동장 개장
- 2012년 8월 3일 교수학습지원센터 신설
- 2016년 2월 16일 제27회 졸업식(졸업생 138명)
- 2016년 3월 1일 35학급 편성(특수학급 1학급 포함)
- 2016년 10월 1일 상경예술제 개최
- 2017년 2월 17일 제28회 졸업식(졸업생 113명)
- 2017년 3월 1일 35학급 편성(특수학급 1학급 포함)
- 2017년 3월 1일 제10대 박경희 교장 부임
- 2017년 3월 27일 교내 식목행사(영산홍 등 200주)
- 2017년 4월 1일 상담실 개관
- 2017년 4월 30일 운동장 우레탄트랙 교체 공사
- 2017년 6월 30일 학교 옥상방수공사 실시
- 2017년 10월 17일 느티나무실(학부모회실) 개관
- 2017년 11월 17일 학예발표회 개최
- 2018년 2월 13일 제29회 졸업식(졸업생 118명)
- 2018년 3월 1일 35학급 편성(특수학급 2학급 포함)
- 2018년 5월 30일 꿈끼콘서트장 준공(다목적 공연공간) 준공
- 2018년 10월 5일 가을 대운동회 개최
- 2019년 1월 24일 외부창호 개선공사
- 2019년 2월 14일 제30회 졸업식(졸업생 92명)
- 2019년 3월 1일 35학급 편성(특수학급 2학급 포함)

## 상징
- 교화(校花) - 장미 : 향기롭고 아름답게 자라라
- 교목(校木) - 느티나무 : 꿈을 크게 가지고 나라의 큰 기둥이 되어라

## 참고 자료
- 서울상경초등학교 - 한국교육학술정보원 학교알리미